# 石川はじめ
石川 はじめ（いしかわ はじめ、1983年8月26日 - ）は、日本の元プロレスラー。

## 経歴
- 2004年3月21日、KAIENTAI DOJO千葉Blue Field大会の対稲松三郎戦でデビュー。
- 2006年5月7日、肝機能の低下からドクターストップを受けて引退。
- 2012年4月のK-DOJO10周年後楽園ホール大会 OB・OG参加の10周年ランブルに参加予定であったが、一身上の都合で欠場となる。
- 同期である火野裕士、稲松三郎（引退）、ロミー鈴木（引退）とは現在も連絡を取り合う仲であり、時折集まっている。

## 得意技
勝賛怒
ベントーン
ダイビングセントーンと同型。
フェイスバスター
テキサスクローバーホールド

## 入場曲
- ファイティングスタイル version2（Y.Takeya） ※キングレコード「KAIENTAI DOJO 2」に収録

## テレビ出演
- プロレスKING（GAORA）